# زغبورة آكلة الفاغرة
زغبورة آكلة الفاغرة (الاسم العلمي:Stigmella fagarivora) هي نوع من الحشرات تتبع جنس الزغبورة من فصيلة السليلات.